# Route du Rhum
La Route du Rhum est une course à la voile transatlantique en solitaire, courue tous les quatre ans entre fin octobre et début novembre entre Saint-Malo (Bretagne) et la Guadeloupe. Créée en 1978 par Michel Etevenon, elle est organisée depuis 2006 par la société française OC Sport Pen Duick (Groupe Télégramme).
Le record de la traversée est détenu par Charles Caudrelier, vainqueur en 2022 de la 12e édition sur Maxi Edmond de Rothschild en classe Ultime, en 6 jours 19 heures 47 minutes et 25 secondes.

## Histoire de sa création

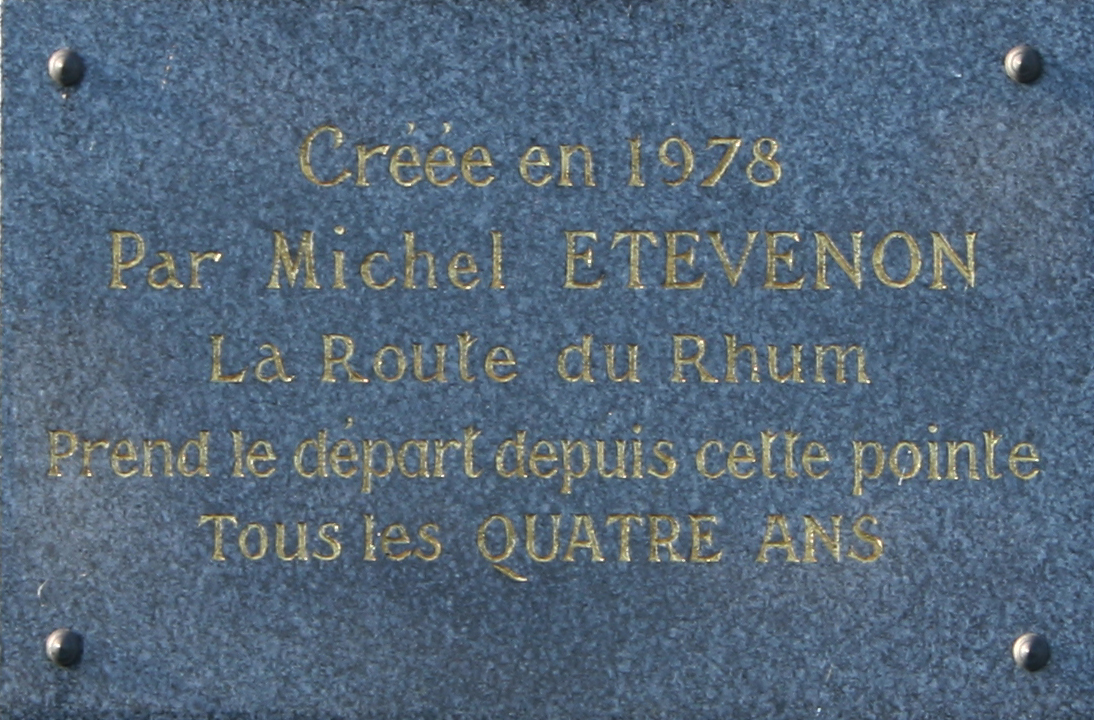
Plaque, à la Pointe du Grouin à Cancale, commémorant la création de la Route du Rhum par Michel Etevenon.

Au printemps 1975, Bernard Hass alors secrétaire général du Syndicat des producteurs de sucre du rhum des Antilles et Florent de Kersauson (frère cadet d'Olivier de Kersauson) déjeunent ensemble rue Arsène Houssaye à Paris. Les deux hommes se sont connus à l'université de Cornell aux États-Unis. Bernard Hass cherche une idée pour relancer la filière du rhum. Florent de Kersauson lui répond : « Mais il faut faire une course à la voile, bien sûr, qui va vers les Antilles, à l’automne. ». Bernard Hass et Florent de Kersauson vont naturellement voir Éric Tabarly et Gérard Petipas qui préside alors la société Pen Duick. L'idée d'une course en solo plaît à Éric, mais moins à Gérard qui prépare La Transat en double. Ils vont alors voir Michel Etevenon qui s'occupe de l'Olympia et gère le budget Kriter alors sponsor d'Olivier de Kersauson. À ce moment-là, celui-ci s'apprête à participer à la course autour du monde 1975-1976 Financial Times Clipper Race sur Kriter II et Michel Etevenon refuse.
Pierre-Louis de la Rochefoucauld, président de la branche guadeloupéenne du syndicat est lui, enthousiaste et Louis Claverie Castetnau ancien directeur général de l’usine sucrière Darboussier à Pointe-à-Pitre emmène avec lui la majorité des producteurs de Guadeloupe dès 1976. Pour motiver les coureurs, les Guadeloupéens sont généreux et offrent la somme énorme de 500 000 francs de l'époque pour récompenser les six premiers. « Le choix du lieu de départ fait débat » écrit le journaliste et photographe de voile Christian Février, « Les rhumiers penchent pour Bordeaux, port emblématique de l'importation du sucre et du rhum. Florent se bat pour Saint-Malo ». L'idée est aussitôt proposée à l'UNCL et Florent de Kersauson entre au comité où il est chargé des courses océaniques et se charge d'obtenir toutes les autorisations nécessaires. A trois ans de la future course l'essentiel de la course est sur les rails, mais il faut la lancer.
En décembre 1976, les Anglais décident, pour leur courses, de limiter la taille des bateaux à 17,06 mètres. À l'époque Alain Colas vient de participer à la Transat anglaise sur le Club Méditerranée, un quatre-mâts de 72 mètres de long. En réponse à la limitation de l'accès des bateaux de 56 pieds aux courses transatlantiques organisées par les Anglais, Michel Etevenon adoubé par Jacques Goddet annonce dans L'Équipe du 14 décembre 1976, vouloir créer une grande course française sans limitation de taille. Pendant tout l'hiver, il cherche un sponsor pour sa course. Mais n'en trouve pas et commence peu à peu à croire au projet de Bernard Haas et de Florent de Kersauson. Ce dernier a rédigé un premier règlement de course avec la caution technique de l'UNCL, avait l'aval des ministères des sports, de la Défense pour la Marine, des DOM-TOM et de l'Intérieur, restait à obtenir l'autorisation du ministère des Transports. La société Promovoile est alors constituée le 14 mars 1978 par Michel Etevenon et six autres associés, exploitants de sucreries et de distilleries, afin d'organiser une course transatlantique en solitaire prévue tous les quatre ans et appelée Route du Rhum. Dès la première course en 1978, Promovoile a été l'organisatrice de cet évènement sportif, tandis que Florent de Kersauson alors âgé de 28 ans a été le secrétaire général de la course.

## Présentation de la course

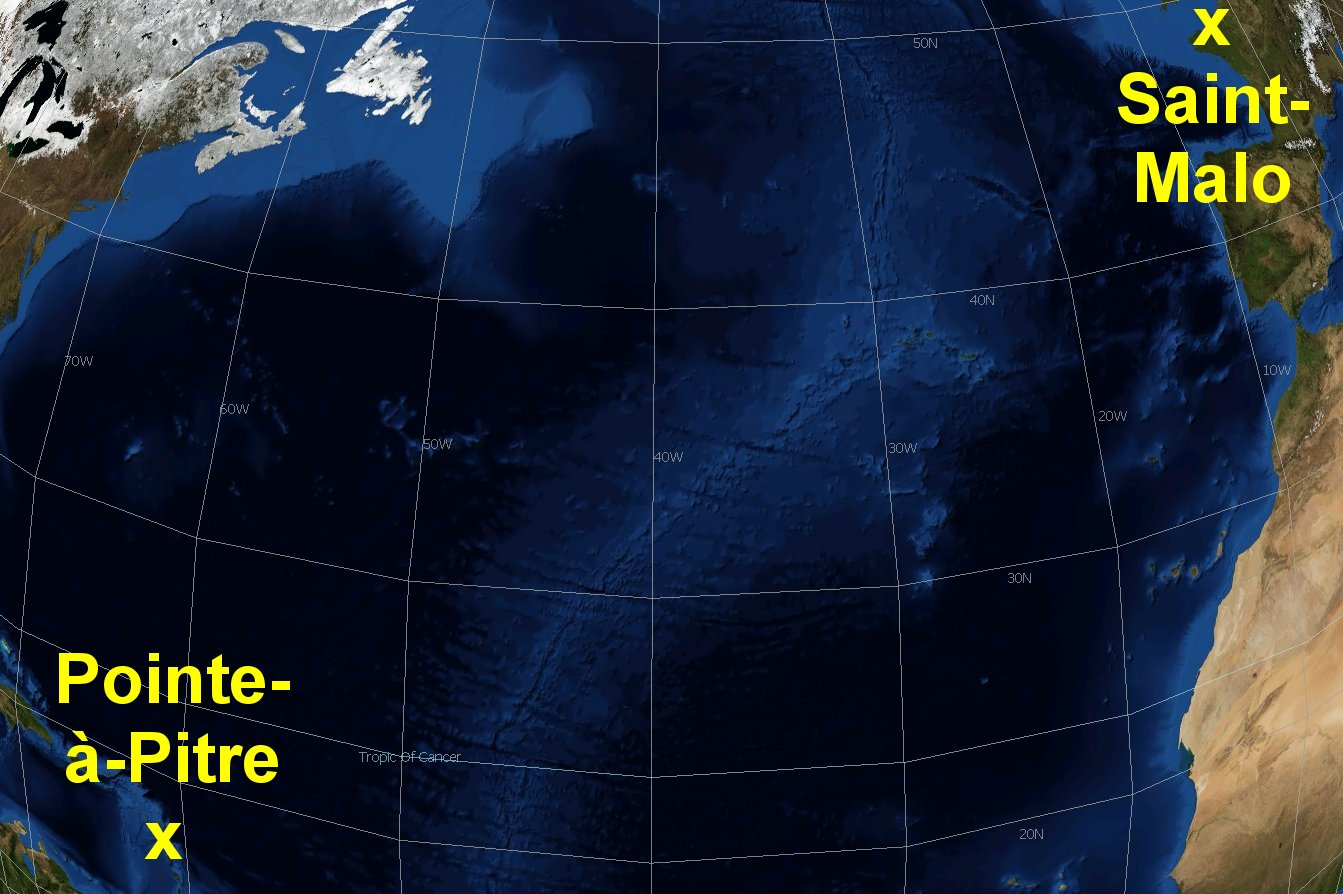
Port de départ et port de destination.

La Route du Rhum rallie Saint-Malo dans le nord-est de la Bretagne, à Pointe-à-Pitre, sous-préfecture et port de la côte est de la Guadeloupe. La ligne de départ est située légèrement à l'ouest de la Pointe du Grouin, sur la commune de Cancale. Pour permettre aux spectateurs de profiter du début de la course, une marque de parcours devant le cap Fréhel est à laisser à tribord par les voiliers. Pour les mêmes raisons, l'île de la Guadeloupe doit être laissée à bâbord, c'est-à-dire que les coureurs doivent en faire le tour par le nord puis l'ouest (en passant par le canal des Saintes) avant de franchir la ligne d'arrivée devant Pointe-à-Pitre. Sur l'orthodromie – la route théorique la plus courte – le parcours représente une distance à parcourir de 3 510 milles.
Comme toutes les courses en solitaire, cette course est contraire au Règlement international pour prévenir les abordages en mer (RIPAM, en anglais ColReg) qui dit dans sa règle 5 que « tout navire doit en permanence assurer une veille visuelle et auditive appropriée, en utilisant également tous les moyens disponibles qui sont adaptés aux circonstances et conditions existantes, de manière à permettre une pleine appréciation de la situation et du risque d'abordage. »
Depuis 1990 tous les bateaux vainqueurs ont été conçus par le cabinet d'architectes VPLP design. Le maxi-trimaran Groupama 3 (avec différents noms et skippers) est notamment triple vainqueur successif des Route du Rhum 2010, 2014 et 2018.
Les éditions 2006 et 2010 sont sponsorisées par La Banque Postale (La Route du Rhum-La Banque Postale).
Depuis l'édition 2014, la région Guadeloupe étant le partenaire principal, l'épreuve porte le nom de Route du Rhum - Destination Guadeloupe.

### Différentes classes
Lors de la 1re édition en 1978, il n'y a pas de distinction par taille ou type de bateaux, tous concourent ensemble. Pour les 2e et 3e éditions six classes par longueurs de bateaux apparaissent,. A partir de 1990, les classes définissent des groupes par tailles en distinguant monocoques et multicoques.
| Épreuve                       | 1994 | 1998 | 2002 | 2006 | 2010 | 2014 | 2018 | 2022 | 2026 |
| ----------------------------- | ---- | ---- | ---- | ---- | ---- | ---- | ---- | ---- | ---- |
| ORMA                          |      | •    | •    | •    |      |      |      |      |      |
| Ultim 32/23                   |      |      |      |      | •    | •    | •    | •    |      |
| Multi50/Open Fifty            |      | •    | •    | •    | •    | •    | •    | •    | •    |
| IMOCA                         | •    | •    | •    | •    | •    | •    | •    | •    | •    |
| Class40                       |      |      | •    | •    | •    | •    | •    | •    | •    |
| Rhum Mono/Multi               |      |      |      |      | •    | •    | •    | •    | •    |
| 123 Monocoques et multicoques |      |      |      | •    |      |      |      |      |      |

### Statistiques de participation
| Édition      | 1978 | 1982 | 1986 | 1990 | 1994 | 1998 | 2002 | 2006 | 2010 | 2014 | 2018 | 2022 |
| ------------ | ---- | ---- | ---- | ---- | ---- | ---- | ---- | ---- | ---- | ---- | ---- | ---- |
| Participants | 38   | 52   | 33   | 31   | 24   | 35   | 58   | 74   | 85   | 91   | 123  | 138  |

## Palmarès classement général
Entre 1978 et 2014, l'amélioration du temps réalisé par le vainqueur est considérable : il a été divisé par trois. Cela est principalement dû à l'amélioration des matériaux et des systèmes de prévisions météorologiques.
| Édition | Vainqueur            | Type/Catégorie | Nom du bateau             | Temps                 |
| ------- | -------------------- | -------------- | ------------------------- | --------------------- |
| 1978    | Mike Birch           | Trimaran 11 m  | Olympus Photo             | 23 j 6 h 59 min 35 s  |
| 1982    | Marc Pajot           | Catamaran 18 m | Elf Aquitaine             | 18 j 1 h 38 min 0 s   |
| 1986    | Philippe Poupon      | Trimaran 23 m  | Fleury Michon VIII        | 14 j 15 h 57 min 15 s |
| 1990    | Florence Arthaud     | Trimaran 60'   | Pierre 1er                | 14 j 10 h 8 min 28 s  |
| 1994    | Laurent Bourgnon     | Trimaran 60'   | Primagaz                  | 14 j 6 h 28 min 29 s  |
| 1998    | Laurent Bourgnon (2) | ORMA 60'       | Primagaz                  | 12 j 8 h 41 min 6 s   |
| 2002    | Michel Desjoyeaux    | ORMA 60'       | Géant                     | 13 j 7 h 53 min 0 s   |
| 2006    | Lionel Lemonchois    | ORMA 60'       | Gitana 11                 | 7 j 17 h 19 min 6 s   |
| 2010    | Franck Cammas        | Ultime 32/23   | Groupama 3                | 9 j 3 h 14 min 47 s   |
| 2014    | Loïck Peyron         | Ultime 32/23   | Banque Populaire VII      | 7 j 15 h 8 min 32 s   |
| 2018    | Francis Joyon        | Ultime 32/23   | IDEC Sport                | 7 j 14 h 21 min 47 s  |
| 2022    | Charles Caudrelier   | Ultime 32/23   | Maxi Edmond de Rothschild | 6 j 19 h 47 min 25 s  |

Statistiques
Florence Arthaud est la seule femme à avoir remporté la Route du Rhum au classement général.
Laurent Bourgnon est le seul navigateur qui a remporté la Route du Rhum à deux reprises au classement général.
Mike Birch est le seul navigateur ayant participé aux 7 premières éditions de la Route du Rhum
| Navigateur       | De   | À    | Podiums | Médaille d'or | Médaille d'argent | Médaille de bronze |
| ---------------- | ---- | ---- | ------- | ------------- | ----------------- | ------------------ |
| Laurent Bourgnon | 1990 | 1998 | 3       | 2             | 0                 | 1                  |
| Thomas Coville   | 2006 | 2022 | 3       | 0             | 0                 | 3                  |
| Philippe Poupon  | 1986 | 1990 | 2       | 1             | 1                 | 0                  |
| Francis Joyon    | 2010 | 2018 | 2       | 1             | 1                 | 0                  |
| Mike Birch       | 1978 | 1982 | 2       | 1             | 0                 | 1                  |
| Franck Cammas    | 1998 | 2010 | 2       | 1             | 0                 | 1                  |
| Bruno Peyron     | 1982 | 1986 | 2       | 0             | 2                 | 0                  |
| François Gabart  | 2018 | 2022 | 2       | 0             | 2                 | 0                  |

## Éditions

### 1978: première édition

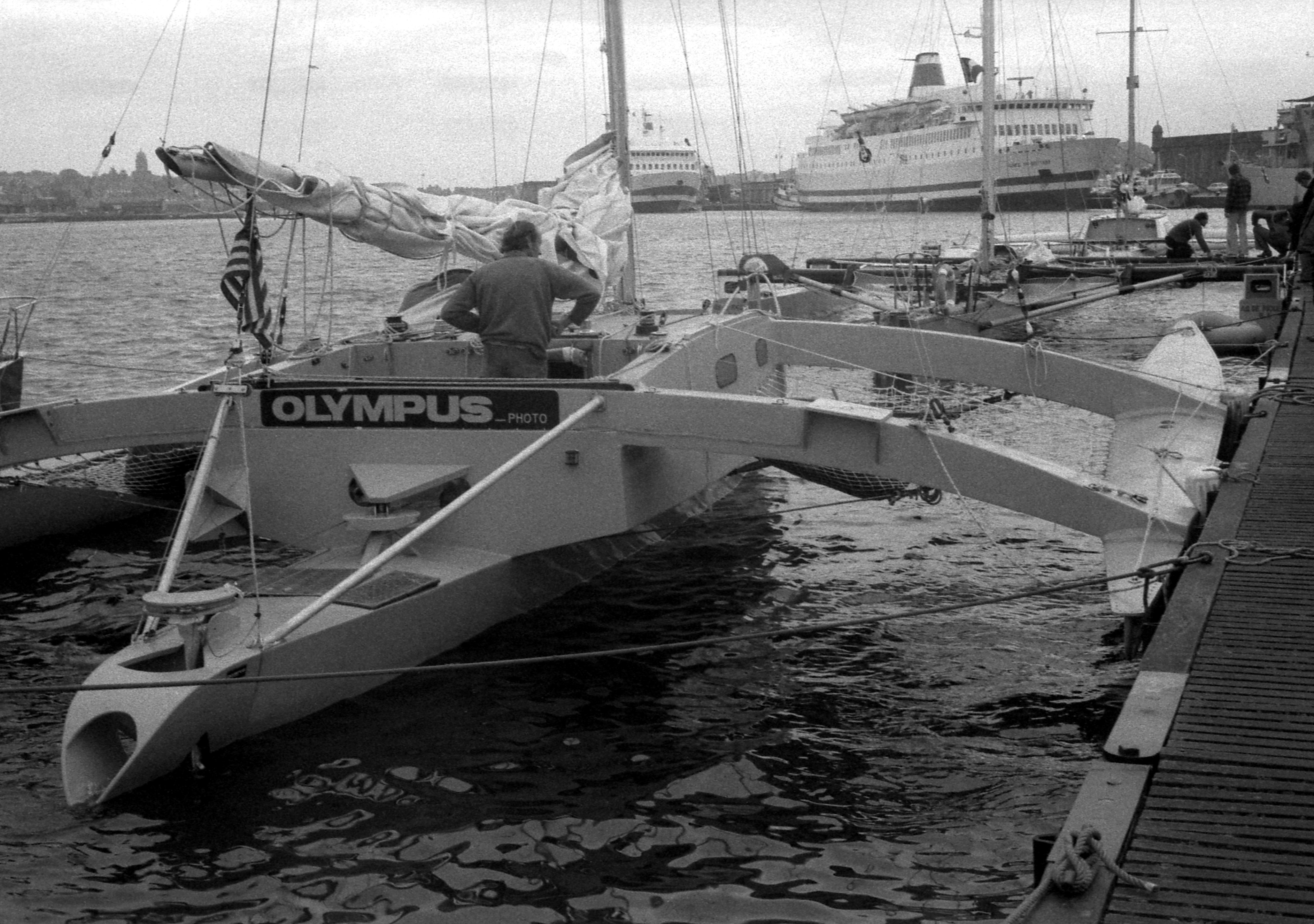
LOlympus Photo de Mike Birch, vainqueur de la première Route du Rhum.

Trente-huit concurrents prennent le départ le 5 novembre 1978 : 24 seront classés, 14 seront hors temps ou abandonneront.
La course est remportée par Mike Birch à bord de son trimaran Olympus Photo pour 98 secondes devant Michel Malinovsky à bord du monocoque Kriter V.
Alain Colas et de son trimaran Manureva disparaissent le 16 novembre au large des Açores, onze jours après le départ sans que l'on n'ait jamais retrouvé son corps ou son bateau.
Cette première édition est ouverte à tous les bateaux : les monocoques sont mêlés aux multicoques sans spécification de catégorie ou restriction de taille. Elle symbolise le moment où les multicoques ont acquis une réelle suprématie face aux monocoques, avec un podium rappelant celui de la Transat anglaise en 1972, lorsque Alain Colas et son Manureva dépassaient Jean-Yves Terlain aux commandes du monocoque Vendredi 13 au milieu de l'océan Atlantique.
| Rang | Vainqueur         | Pays       | Type/Catégorie | Nom du bateau | Temps                 |
| ---- | ----------------- | ---------- | -------------- | ------------- | --------------------- |
| 1    | Mike Birch        | Canada     | Trimaran 11 m  | Olympus Photo | 23 j 6 h 59 min 35 s  |
| 2    | Michel Malinovsky | France     | Monocoque 21 m | Kriter V      | 23 j 7 h 1 min 13 s   |
| 3    | Philip Weld       | États-Unis | Trimaran 18 m  | Rogue Wave    | 23 j 15 h 51 min 32 s |

### 1982: deuxième édition
53 bateaux sont au départ de la deuxième édition. Celle-ci présente quelques nouveautés avec l'apparition des balises Argos, l'établissement de six classes, et la présence de grands multicoques, avec les 27 mètres de William Saurin skippé par Eugène Riguidel ou Jacques-Ribourel de Olivier de Kersauson.
Marc Pajot, malgré une avarie sur Elf Aquitaine, poutre centrale fendue, l'emporte, devançant de dix heures Bruno Peyron sur Jaz, Mike Birch terminant troisième. Kriter VIII, barré par Michel Malinovsky, est le premier monocoque, terminant à la dixième place.
21 marins doivent abandonner dont Éric Tabarly sur le monocoque Paul Ricard.
| Rang | Vainqueur    | Pays   | Type/Catégorie | Nom du bateau      | Temps                 |
| ---- | ------------ | ------ | -------------- | ------------------ | --------------------- |
| 1    | Marc Pajot   | France | Catamaran 18 m | Elf Aquitaine (en) | 18 j 1 h 38 min 0 s   |
| 2    | Bruno Peyron | France | Catamaran 17 m | Jaz                | 18 j 11 h 46 min 22 s |
| 3    | Mike Birch   | Canada | Catamaran 15 m | Vital              | 18 j 13 h 44 min 6 s  |

### 1986: troisième édition
33 bateaux sont au départ de la troisième édition de la Route du Rhum. Parmi ceux-ci, treize bateaux mesurent plus de 23 mètres. Treize sont des catamarans et neuf des trimarans. Parmi ces derniers, certains sont équipés de foils. Seuls cinq monocoques sont au départ, contre quinze lors de l'édition précédente, et ce malgré par une forte dotation.
Parmi les favoris au départ figurent Loïc Caradec sur Royale, un catamaran de 26 mètres, Philippe Poupon sur Fleury Michon VIII, un trimaran à foils de 22,80 mètres, Pierre Follenfant sur le catamaran Charente Maritime. Éric Tabarly est également cité avec Côte d'Or II, trimaran à foils, tout comme Mike Birch sur le catamaran Tag Heuer, Daniel Gilard sur Jet Services V, Tony Bullimore sur Apricotou, Éric Loizeau sur le catamaran Roger & Gallet et Olivier de Kersauson sur le trimaran Poulain.
Cette troisième édition est marquée par la disparition de Loïc Caradec le 14 novembre 1986 lors du chavirement de son catamaran Royale. Celui-ci est découvert par Florence Arthaud, qui entendant l'appel de détresse de Loïc Caradec, se détourne mais ne retrouve que le catamaran vide. 
Philippe Poupon est le premier à rejoindre Pointe-à-Pitre, en 14 jours, 15 heures et 57 minutes, devant Bruno Peyron sur Ericsson et Lionel Péan sur Hitachi. Le premier monocoque termine 12e, Pierre Lenormand sur Macif.
| Rang | Vainqueur       | Pays   | Type/Catégorie | Nom du bateau      | Temps                 |
| ---- | --------------- | ------ | -------------- | ------------------ | --------------------- |
| 1    | Philippe Poupon | France | Trimaran 23 m  | Fleury Michon VIII | 14 j 15 h 57 min 15 s |
| 2    | Bruno Peyron    | France | Catamaran 23 m | Ericsson           | 16 j 17 h 4 min 43 s  |
| 3    | Lionel Péan     | France | Catamaran 18 m | Hitachi            | 17 j 7 h 4 min 43 s   |

### 1990: quatrième édition
| Rang | Vainqueur        | Pays   | Type/Catégorie | Nom du bateau    | Temps                 |
| ---- | ---------------- | ------ | -------------- | ---------------- | --------------------- |
| 1    | Florence Arthaud | France | Trimaran 18 m  | Pierre 1er       | 14 j 10 h 8 min 28 s  |
| 2    | Philippe Poupon  | France | Trimaran 18 m  | Fleury Michon IX | 14 j 18 h 39 min 36 s |
| 3    | Laurent Bourgnon | Suisse | Trimaran 18 m  | R.M.O.           | 14 j 18 h 46 min 31 s |

### 1994: cinquième édition
La course est lancée le 6 novembre 1994, avec 24 bateaux au départ pour treize à l'arrivée,.
| Rang | Vainqueur        | Pays   | Type/Catégorie | Nom du bateau          | Temps                 |
| ---- | ---------------- | ------ | -------------- | ---------------------- | --------------------- |
| 1    | Laurent Bourgnon | Suisse | Trimaran 18 m  | Primagaz               | 14 j 6 h 28 min 29 s  |
| 2    | Paul Vatine      | France | Trimaran 18 m  | Région Haute-Normandie | 14 j 9 h 38 min 56 s  |
| 3    | Yves Parlier     | France | IMOCA          | Cacolac d'Aquitaine    | 15 j 19 h 23 min 35 s |

### 1998: sixième édition
| Rang | Vainqueur        | Pays   | Type/Catégorie | Nom du bateau | Temps                 |
| ---- | ---------------- | ------ | -------------- | ------------- | --------------------- |
| 1    | Laurent Bourgnon | Suisse | ORMA           | Primagaz      | 12 j 8 h 41 min 6 s   |
| 2    | Alain Gautier    | France | ORMA           | Brocéliande   | 12 j 11 h 54 min 32 s |
| 3    | Franck Cammas    | France | ORMA           | Groupama      | 12 j 19 h 41 min 13 s |

- 1er en catégorie monocoque : Thomas Coville,  France, sur Aquitaine Innovations[31]

- 1er en Multi Classe 2 : Franck-Yves Escoffier,  France, sur Deleage Diazo[32]

### 2002: septième édition

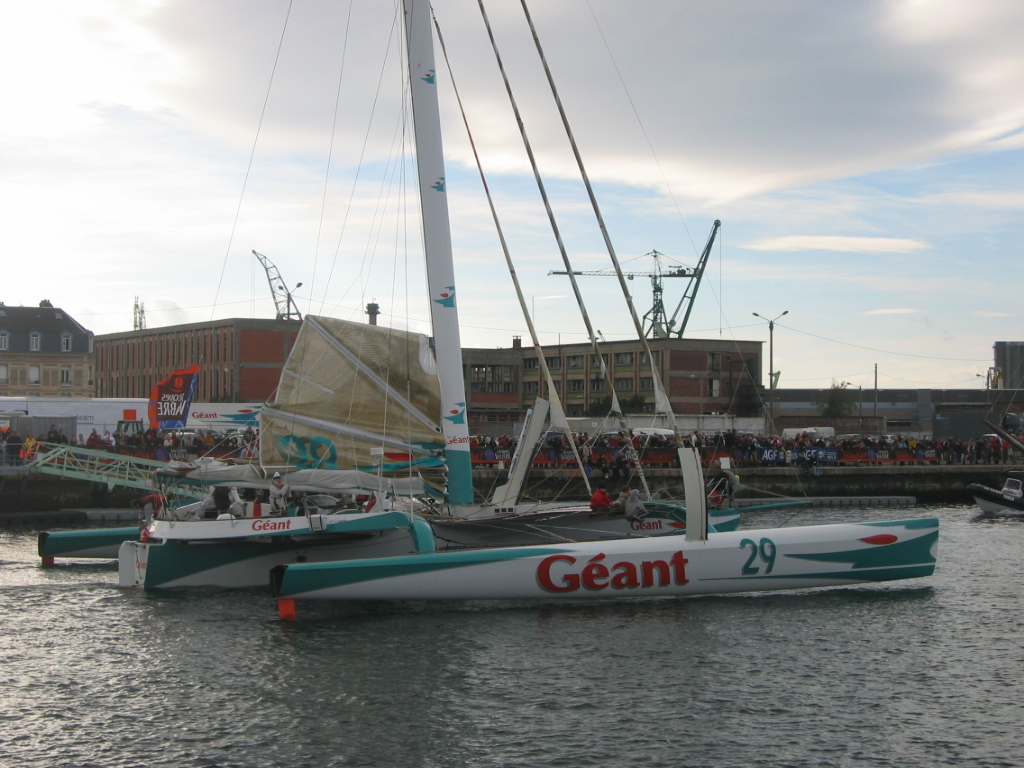
Le trimaran Géant de Michel Desjoyeaux.

L'édition 2002 de la Route du Rhum fut marquée par l'abandon de 15 multicoques de 60 pieds (sur un plateau de 18) en raison de multiples chavirages et de casses causés par des conditions météorologiques très dures dès le début de la course.
| Rang | Vainqueur         | Pays        | Type/Catégorie | Nom du bateau    | Temps                 |
| ---- | ----------------- | ----------- | -------------- | ---------------- | --------------------- |
| 1    | Michel Desjoyeaux | France      | ORMA           | Géant            | 13 j 7 h 53 min 0 s   |
| 2    | Ellen MacArthur   | Royaume-Uni | IMOCA          | Kingfisher       | 13 j 13 h 31 min 47 s |
| 3    | Lalou Roucayrol   | France      | ORMA           | Banque populaire | 13 j 19 h 36 min 18 s |

### 2006: huitième édition

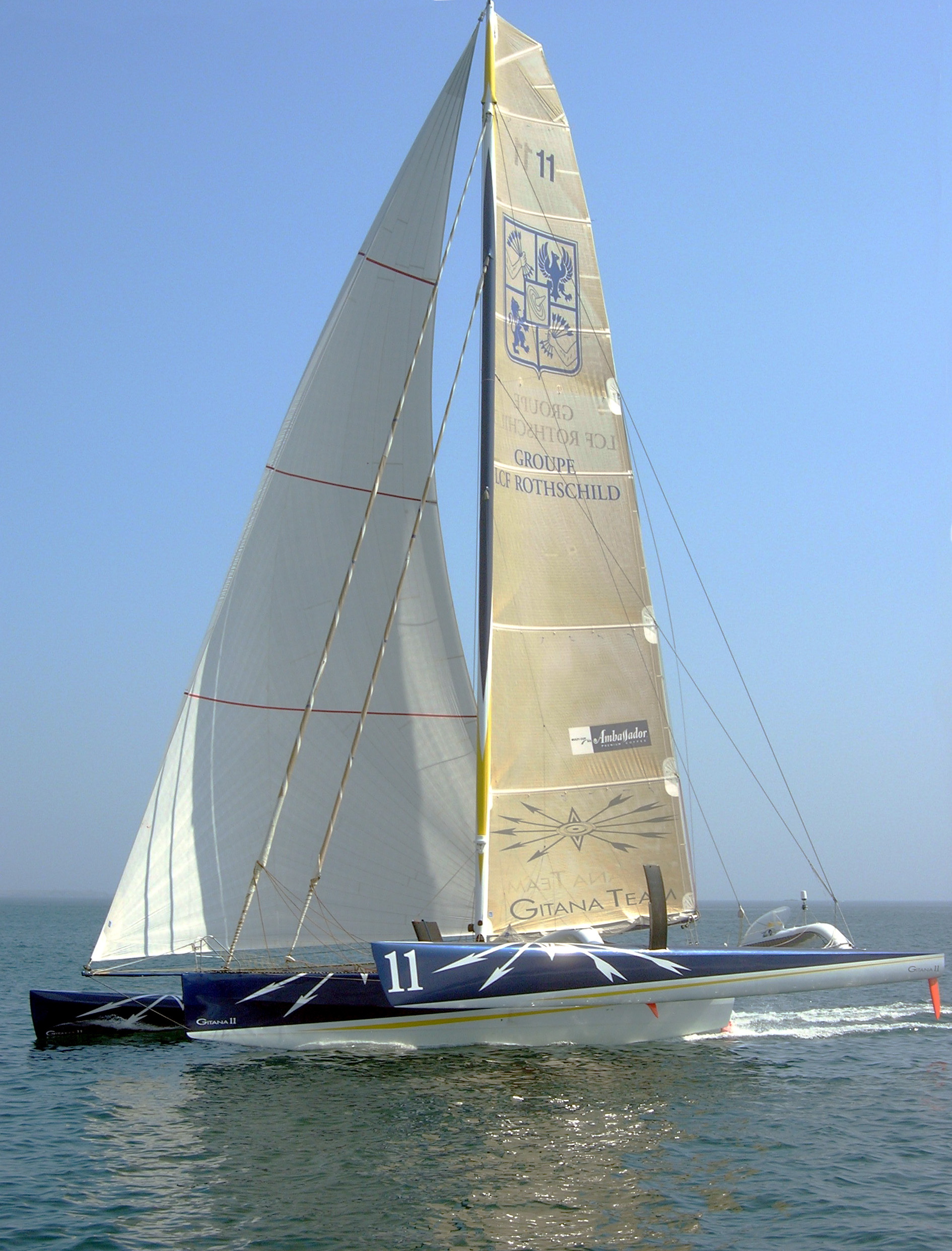
Le trimaran Gitana 11 de Lionel Lemonchois, vainqueur en 2006.

74 bateaux, répartis dans 8 classes différentes prennent le départ le dimanche 27 octobre 2006 :
- classe ORME, multicoques de 60 pieds (12 inscrits) ;
- classe IMOCA, monocoques Open 60 pieds (12 inscrits) ;
- classe multicoques, (11 inscrits dont 8 en 50 pieds) ;
- classe monocoques, (14 inscrits) ;
- Class40, monocoques de 40 pieds, (25 inscrits) ;

| Rang | Vainqueur         | Pays   | Type/Catégorie | Nom du bateau    | Temps               |
| ---- | ----------------- | ------ | -------------- | ---------------- | ------------------- |
| 1    | Lionel Lemonchois | France | ORMA           | Gitana 11        | 7 j 17 h 19 min 6 s |
| 2    | Pascal Bidégorry  | France | ORMA           | Banque populaire | 8 j 4 h 25 min 7 s  |
| 3    | Thomas Coville    | France | ORMA           | Sodeb'O          | 8 j 13 h 39 min 2 s |

### 2010: neuvième édition

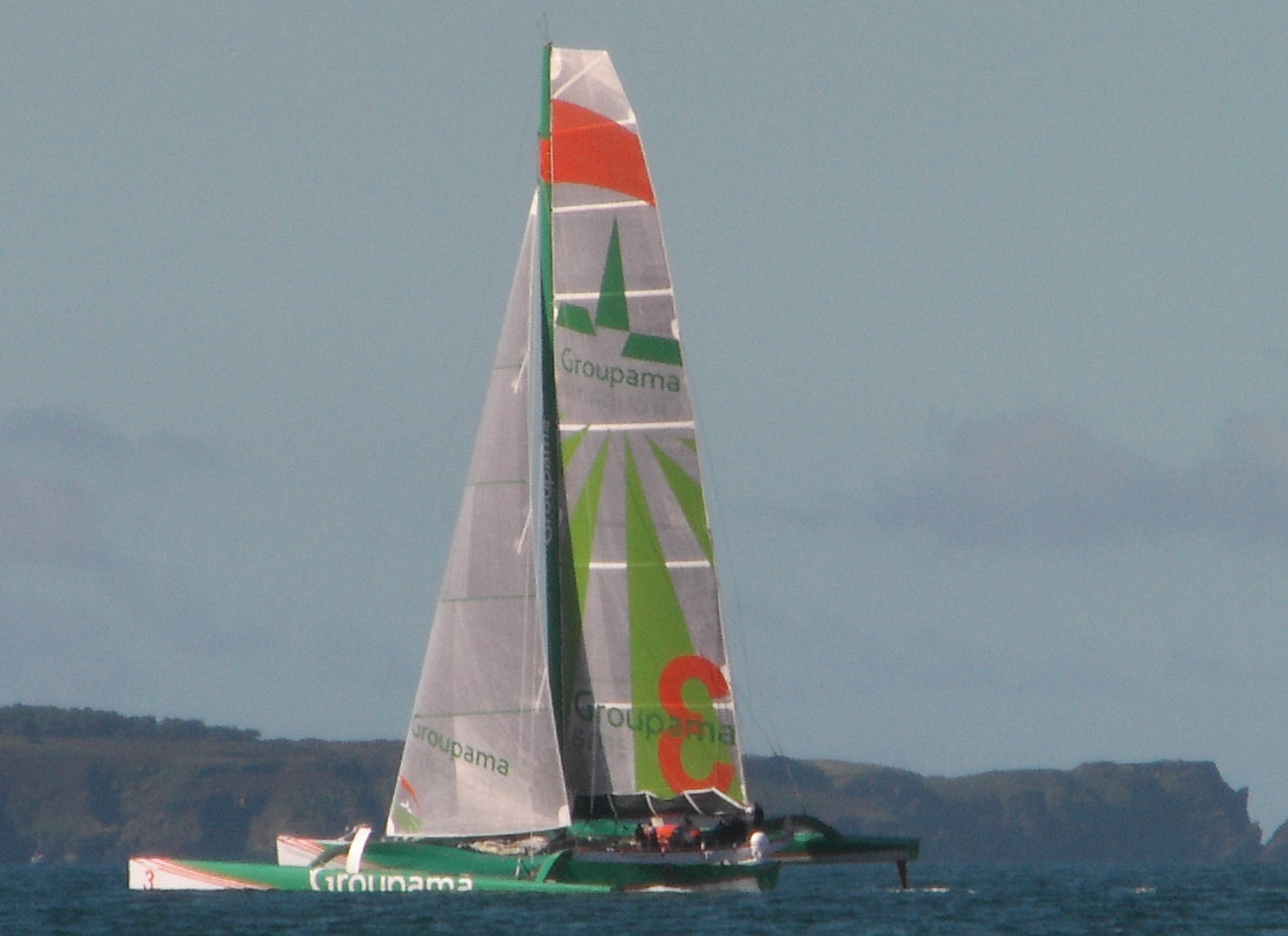
Groupama 3 de Franck Cammas.

La course accueille 85 concurrents (huit de plus que lors de l'édition 2006), répartis en cinq catégories :
- classe ultime, multicoques de 60 pieds[33] et plus (9 inscrits) ;
- classe Multi50, multicoques de 50 pieds, (12 inscrits) ;
- classe IMOCA, monocoques Open 60 pieds (9 inscrits) ;
- Class40, monocoques de 40 pieds, (44 inscrits) ;
- catégorie Rhum (monocoques ou multicoques entre 12,18 m et 18,28 m) (11 inscrits).

Les bateaux s'élancent au large de Saint-Malo, le dimanche 31 octobre à 13h02.
Franck Cammas à bord du trimaran Groupama 3 a été le premier arrivé en fin d'après-midi le 9 novembre 2010 après 9 jours, 3 heures, 14 minutes et 47 secondes de course avec une moyenne de 16,14 nœuds. Suivi dix heures plus tard de Francis Joyon sur Idec (9 jours, 13 heures, 50 minutes et 48 secondes) puis Thomas Coville à bord de Sodebo (10 jours, 3 heures, 13 minutes et 11 secondes), tous les trois sur des bateaux de classe ultime.

Roland Jourdain à bord de Véolia remporte l'épreuve dans la catégorie IMOCA. Il remporte ainsi sa deuxième victoire consécutive. Lionel Lemonchois, vainqueur de l'édition 2006 en multicoques, termine premier en classe 2 multicoques 50 pieds.
| Rang | Vainqueur      | Pays   | Type/Catégorie | Nom du bateau | Temps                |
| ---- | -------------- | ------ | -------------- | ------------- | -------------------- |
| 1    | Franck Cammas  | France | Ultime         | Groupama 3    | 9 j 3 h 14 min 47 s  |
| 2    | Francis Joyon  | France | Ultime         | IDEC          | 9 j 13 h 50 min 48 s |
| 3    | Thomas Coville | France | Ultime         | Sodebo        | 10 j 3 h 13 min 11 s |

### 2014: dixième édition
La course est désormais baptisée Route du Rhum - Destination Guadeloupe.
Le départ est donné le dimanche 2 novembre 2014.
Les 91 concurrents restent répartis en cinq catégories :
- classe ultime, multicoques de 60 pieds et plus ;
- classe Multi50, multicoques de 50 pieds ;
- classe IMOCA, monocoques Open 60 pieds ;
- Class40, monocoques de 40 pieds ;
- catégorie Rhum (monocoques ou multicoques entre 12,18 m et 18,28 m).

Loïck Peyron, qui avait remplacé fin août Armel Le Cléac'h blessé à la main, et dont c'est la septième participation à cette course, remporte la course, dans le temps record de 7 jours 15 heures 8 minutes 32 secondes, à bord du maxi trimaran Banque populaire VII, devançant d'un peu plus de 14 heures Yann Guichard sur Maxi Spindrift 2 et de presque 24 heures Sébastien Josse sur Gitana XV. Erwan Le Roux sur Fenêtrea s'impose dans la catégorie Multi50, François Gabart sur Macif, pour sa dernière course en IMOCA, établit un nouveau record de la catégorie (12 j 04 h 38 min 55 s). Alex Pella sur Tales II s'impose dans la catégorie Class40 et Anne Caseneuve sur ANEO remporte la catégorie Rhum.
| Rang | Vainqueur       | Pays   | Type/Catégorie | Nom du bateau        | Temps               |
| ---- | --------------- | ------ | -------------- | -------------------- | ------------------- |
| 1    | Loïck Peyron    | France | Ultime         | Banque Populaire VII | 7 j 15 h 8 min 32 s |
| 2    | Yann Guichard   | France | Ultime         | Spindrift 2          | 8 j 5 h 18 min 46 s |
| 3    | Sébastien Josse | France | Ultime         | Edmond de Rothschild | 8 j 14 h 47 min 9 s |

### 2018: onzième édition
Les 123 concurrents, record de la compétition, répartis en six catégories, s'élancent le dimanche 4 novembre 2018 pour la onzième édition, marquant les 40 ans de la route du Rhum. Après l'édition 1976 de la Transat anglaise (126 concurrents), c'est le plus grand nombre de concurrents pour une compétition océanique. Armel Le Cléac'h abandonne le 6 novembre, ayant chaviré au large des Açores. Dans la catégorie Ultime, la course ne se dispute plus qu'entre François Gabart et Francis Joyon, et ce dernier l'emporte à l'issue d'un final très serré ; 7 minutes et 8 secondes séparent les deux concurrents à l'arrivée. Selon les organisateurs, cette édition a accueilli 2,2 millions de visiteurs, dont 1,3 million à Saint-Malo.
| Rang | Vainqueur       | Pays   | Type/Catégorie | Nom du bateau   | Temps                |
| ---- | --------------- | ------ | -------------- | --------------- | -------------------- |
| 1    | Francis Joyon   | France | Ultime         | IDEC Sport      | 7 j 14 h 21 min 47 s |
| 2    | François Gabart | France | Ultime         | Macif           | 7 j 14 h 28 min 55 s |
| 3    | Armel Tripon    | France | Multi50        | Reauté Chocolat | 11 j 7 h 32 min 40 s |

### 2022: douzième édition
Le départ de la course, prévu le 6 novembre 2022, est décalé trois jours plus tard, en raison des conditions météorologiques,. Elle bat son record de participation avec la présence de 138 participants sur la ligne de départ.
Cette édition déplorera deux morts à la suite du chavirage d'un bateau suiveur affrété par l'organisation de la course, quelques minutes avant l'arrivée du vainqueur.
| Rang | Vainqueur          | Pays   | Type/Catégorie | Nom du bateau             | Temps                |
| ---- | ------------------ | ------ | -------------- | ------------------------- | -------------------- |
| 1    | Charles Caudrelier | France | Ultime         | Maxi Edmond de Rothschild | 6 j 19 h 47 min 25 s |
| 2    | François Gabart    | France | Ultime         | SVR-Lazartigue            | 6 j 23 h 3 min 15 s  |
| 3    | Thomas Coville     | France | Ultime         | Sodebo Ultim 3            | 7 j 6 h 37 min 25 s  |

## Palmarès par catégorie

### Classe Ultime(multicoques de 32m/23m)
| Édition | Rang | Vainqueur          | Embarcation               | Temps                |
| ------- | ---- | ------------------ | ------------------------- | -------------------- |
| 2010    | 1    | Franck Cammas      | Groupama 3                | 9 j 3 h 14 min 47 s  |
| 2010    | 2    | Francis Joyon      | IDEC                      | 9 j 13 h 50 min 48 s |
| 2010    | 3    | Thomas Coville     | Sodebo                    | 10 j 0 h 13 min 11 s |
| 2014    | 1    | Loïck Peyron       | Banque Populaire VII      | 7 j 15 h 8 min 32 s  |
| 2014    | 2    | Yann Guichard      | Spindrift 2               | 8 j 5 h 18 min 46 s  |
| 2014    | 3    | Sébastien Josse    | Edmond de Rothschild      | 8 j 14 h 47 min 9 s  |
| 2018    | 1    | Francis Joyon      | IDEC Sport                | 7 j 14 h 21 min 47 s |
| 2018    | 2    | François Gabart    | Macif                     | 7 j 14 h 28 min 55 s |
| 2018    | 3    | Thomas Coville     | Sodebo Ultim'             | 16 j 7 h 45 min 36 s |
| 2022    | 1    | Charles Caudrelier | Maxi Edmond de Rothschild | 6 j 19 h 47 min 25 s |
| 2022    | 2    | François Gabart    | SVR-Lazartigue            | 6 j 23 h 3 min 15 s  |
| 2022    | 3    | Thomas Coville     | Sodebo Ultim 3            | 7 j 6 h 37 min 25 s  |

### ClasseIMOCA(monocoques 60 pieds)
| Édition | Rang | Vainqueur              | Embarcation           | Temps                 |
| ------- | ---- | ---------------------- | --------------------- | --------------------- |
| 1998    | 1    | Thomas Coville         | Aquitaine Innovations | 18 j 7 h 53 min 32 s  |
| 1998    | 2    | Jean-Luc Van Den Heede | Algimouss             | 18 j 21 h 4 min 16 s  |
| 1998    | 3    | Raphaël Dinelli        | Sodebo                | 19 j 9 h 58 min 17 s  |
| 2002    | 1    | Ellen MacArthur        | Kingfisher            | 13 j 13 h 31 min 47 s |
| 2002    | 2    | Mike Golding           | Ecover                | 13 j 22 h 49 min 35 s |
| 2002    | 3    | Joé Seeten             | Arcelor-Dunkerque     | 16 j 0 h 51 min 51 s  |
| 2006    | 1    | Roland Jourdain        | Sill et Veolia        | 12 j 11 h 58 min 58 s |
| 2006    | 2    | Jean Le Cam            | VM Matériaux          | 12 j 12 h 26 min 53 s |
| 2006    | 3    | Jean-Pierre Dick       | Virbac-Paprec         | 12 j 20 h 27 min 58 s |
| 2010    | 1    | Roland Jourdain (2)    | Veolia Environnement  | 13 j 17 h 10 min 56 s |
| 2010    | 2    | Armel Le Cléac’h       | Brit Air              | 14 j 1 h 6 min 07 s   |
| 2010    | 3    | Marc Guillemot         | Safran                | 14 j 12 h 28 min 02 s |
| 2014    | 1    | François Gabart        | Macif                 | 12 j 04 h 38 min 55 s |
| 2014    | 2    | Jérémie Beyou          | Maitre Coq            | 12 j 12 h 11 min 18 s |
| 2014    | 3    | Marc Guillemot         | Safran                | 13 j 1 h 59 min 20 s  |
| 2018    | 1    | Paul Meilhat           | SMA                   | 12 j 11 h 23 min 18 s |
| 2018    | 2    | Yann Eliès             | Ucar - Saint Michel   | 12 j 13 h 38 min 30 s |
| 2018    | 3    | Alex Thomson           | Hugo Boss             | 12 j 23 h 10 min 58 s |
| 2022    | 1    | Thomas Ruyant          | LinkedOut             | 11 j 17 h 36 min 25 s |
| 2022    | 2    | Charlie Dalin          | Apivia                | 11 j 19 h 38 min 11 s |
| 2022    | 3    | Jérémie Beyou          | Charal                | 11 j 21 h 0 min 55 s  |

### ClasseMulti 50/Ocean Fifty(multicoques 50 pieds)
| Édition | Rang | Vainqueur                 | Nom du bateau                             | Temps                 |
| ------- | ---- | ------------------------- | ----------------------------------------- | --------------------- |
| 1998    | 1    | Franck-Yves Escoffier     | Deleage Diazo                             | 19 j 16 h 16 min 27 s |
| 2002    | 1    | Franck-Yves Escoffier (2) | Crêpes Whaou                              | 16 j 23 h 09 min 42 s |
| 2002    | 2    | Anne Caseneuve            | YachtingCasino.com                        | 17 j 22 h 37 min 7 s  |
| 2002    | 3    | Hervé Cleris              | Vaincre la mucoviscidose                  | 18 j 18 h 55 min 52 s |
| 2006    | 1    | Franck-Yves Escoffier (3) | Crêpes Whaou                              | 11 j 17 h 28 min 11 s |
| 2006    | 2    | Éric Bruneel              | Trilogic                                  | 13 j 14 h 58 min 35 s |
| 2006    | 3    | Victorien Erussard        | Laiterie de Saint-Malo                    | 16 j 18 h 29 min 54 s |
| 2010    | 1    | Lionel Lemonchois         | Prince de Bretagne                        | 15 j 4 h 50 min 48 s  |
| 2010    | 2    | Lalou Roucayrol           | Région Aquitaine - Port Médoc             | 15 j 12 h 30 min 14 s |
| 2010    | 3    | Loïc Fequet               | Maitre Jacques                            | 15 j 14 h 28 min 26 s |
| 2014    | 1    | Erwan Le Roux             | FenetreA Cardinal                         | 11 j 5 h 13 min 55 s  |
| 2014    | 2    | Lalou Roucayrol           | Arkema-Région Aquitaine                   | 11 j 21 h 29 min 10 s |
| 2014    | 3    | Gilles Lamiré             | Rennes Métropole-Saint Malo Agglomération | 12 j 10 h 44 min 37 s |
| 2018    | 1    | Armel Tripon              | Reauté Chocolat                           | 11 j 7 h 32 min 40 s  |
| 2018    | 2    | Erwan Le Roux             | Fenetrea - Mix Buffet                     | 12 j 1 h 9 min 12 s   |
| 2018    | 3    | Thibaut Vauchel-Camus     | Solidaires en Peloton - ARSEP             | 12 j 9 h 18 min 14 s  |
| 2022    | 1    | Erwan Le Roux (2)         | Koesio                                    | 10 j 21 h 35 min 52 s |
| 2022    | 2    | Quentin Vlamynck          | Arkema                                    | 10 j 21 h 54 min 5 s  |
| 2022    | 3    | Sébastien Rogues          | Primonial                                 | 11 j 03 h 37 min 37 s |

### Class40(monocoques 40 pieds)
| Édition | Rang | Vainqueur             | Nom du bateau             | Temps                 |
| ------- | ---- | --------------------- | ------------------------- | --------------------- |
| 2006    | 1    | Phil Sharp            | PSR                       | 18 j 10 h 21 min 1 s  |
| 2006    | 2    | Gildas Morvan         | Oyster Funds              | 19 j 8 h 52 min 0 s   |
| 2006    | 3    | Ian Munslow           | Boland Mills              | 21 j 9 h 45 min 31 s  |
| 2010    | 1    | Thomas Ruyant         | Destination Dunkerque     | 17 j 23 h 10 min 17 s |
| 2010    | 2    | Nicolas Troussel      | Crédit Mutuel de Bretagne | 18 j 2 h 40 min 15 s  |
| 2010    | 3    | Yvan Noblet           | Appart City               | 18 j 6 h 38 min 17 s  |
| 2014    | 1    | Alex Pella            | Tales II                  | 16 j 17 h 47 min 08 s |
| 2014    | 2    | Thibaut Vauchel-Camus | Solidaires en Peloton     | 17 j 04 h 33 min 3 s  |
| 2014    | 3    | Kito de Pavant        | OTIO - Bastide Médical    | 17 j 05 h 07 min 3 s  |
| 2018    | 1    | Yoann Richomme        | Veedol                    | 16 j 3 h 22 min 44 s  |
| 2018    | 2    | Aymeric Chappellier   | Aïna enfance & avenir     | 16 j 11 h 16 min 15 s |
| 2018    | 3    | Phil Sharp            | Imerys Clean Energy       | 16 j 13 h 1 min 50 s  |
| 2022    | 1    | Yoann Richomme (2)    | Paprec Arkéa              | 14 j 3 h 8 min 40 s   |
| 2022    | 2    | Ambrogio Beccaria     | Allagrande Pirelli        | 14 j 7 h 23 min 48 s  |
| 2022    | 3    | Corentin Douguet      | Queguiner - Innoveo       | 14 j 9 h 24 min 12 s  |

### Catégorie Rhum (autres)
Catégorie unifié (2010-2014)
| Édition | Rang | Vainqueur           | Nom du bateau        | Temps                 |
| ------- | ---- | ------------------- | -------------------- | --------------------- |
| 2010    | 1    | Andrea Mura         | Vento di Sardegna    | 19 j 9 h 40 min 30 s  |
| 2010    | 2    | Luc Coquelin        | Pour le Rire Médecin | 20 j 13 h 15 min 36 s |
| 2010    | 3    | Julien Mabit        | monopticien.com      | 22 j 7 h 42 min 56 s  |
| 2014    | 1    | Anne Caseneuve      | ANEO                 | 17 j 7 h 06 min 3 s   |
| 2014    | 2    | Andrea Mura         | Vento di Sardegna    | 20 j 2 h 19 min 36 s  |
| 2014    | 3    | Robin Knox-Johnston | GreyPower            | 22 j 7 h 52 min 22 s  |

Rhum Mono (2018-)
| Édition | Rang | Vainqueur           | Nom du bateau                      | Temps                 |
| ------- | ---- | ------------------- | ---------------------------------- | --------------------- |
| 2018    | 1    | Sidney Gavignet     | Café Joyeux                        | 16 j 10 h 18 min 5 s  |
| 2018    | 2    | Sébastien Destremau | Alcatraz It-Faceocean              | 17 j 7 h 25 min 44 s  |
| 2018    | 3    | Luc Coquelin        | Rotary-La Mer pour tous            | 22 j 8 h 24 min 12 s  |
| 2022    | 1    | Jean-Pierre Dick    | Notre Méditerranée - Ville de Nice | 16 j 13 h 57 min 51 s |
| 2022    | 2    | Catherine Chabaud   | Formatives network                 | 19 j 10 h 18 min 43 s |
| 2022    | 3    | Wilfrid Clerton     | Cap au Cap Location                | 19 j 22 h 11 min 45 s |

Rhum Multi (2018-)
| Édition | Rang | Vainqueur           | Nom du bateau                          | Temps                 |
| ------- | ---- | ------------------- | -------------------------------------- | --------------------- |
| 2018    | 1    | Pierre Antoine      | Olmix                                  | 15 j 1 h 15 min 5 s   |
| 2018    | 2    | Jean-François Lilti | Ecole diagonale pour citoyens du monde | 18 j 7 h 32 min 45 s  |
| 2018    | 3    | Etienne Hochede     | PIR2                                   | 19 j 0 h 18 min 6 s   |
| 2022    | 1    | Loïc Escoffier      | Lodigroup                              | 16 j 06 h 37 min 23 s |
| 2022    | 2    | Roland Jourdain     | We Explore                             | 16 j 07 h 21 min 00 s |
| 2022    | 3    | Marc Guillemot      | Metarom MG5                            | 16 j 17 h 51 min 06 s |

### Statistiques toutes classes
Franck-Yves Escoffier est le seul navigateur ayant remporté la Route du Rhum à trois reprises (1998, 2002 et 2006), en catégorie Multi50.
| Navigateur            | De   | À    | Podiums | Médaille d'or | Médaille d'argent | Médaille de bronze |
| --------------------- | ---- | ---- | ------- | ------------- | ----------------- | ------------------ |
| Thomas Coville        | 1998 | 2022 | 4       | 1             | 0                 | 3                  |
| Franck-Yves Escoffier | 1998 | 2006 | 3       | 3             | 0                 | 0                  |
| Erwan Le Roux         | 2014 | 2022 | 3       | 2             | 1                 | 0                  |
| Roland Jourdain       | 2006 | 2022 | 3       | 2             | 1                 | 0                  |
| Laurent Bourgnon      | 1990 | 1998 | 3       | 2             | 0                 | 1                  |
| François Gabart       | 2014 | 2022 | 3       | 1             | 2                 | 0                  |
| Lalou Roucayrol       | 2002 | 2014 | 3       | 0             | 2                 | 1                  |
| Marc Guillemot        | 2010 | 2022 | 3       | 0             | 0                 | 3                  |
| Lionel Lemonchois     | 2006 | 2010 | 2       | 2             | 0                 | 0                  |
| Thomas Ruyant         | 2010 | 2022 | 2       | 2             | 0                 | 0                  |
| Yoann Richomme        | 2018 | 2022 | 2       | 2             | 0                 | 0                  |
| Philippe Poupon       | 1986 | 1990 | 2       | 1             | 1                 | 0                  |
| Andrea Mura           | 2010 | 2014 | 2       | 1             | 1                 | 0                  |
| Anne Caseneuve        | 2002 | 2014 | 2       | 1             | 1                 | 0                  |
| Francis Joyon         | 2010 | 2018 | 2       | 1             | 1                 | 0                  |
| Mike Birch            | 1978 | 1982 | 2       | 1             | 0                 | 1                  |
| Franck Cammas         | 1998 | 2010 | 2       | 1             | 0                 | 1                  |
| Jean-Pierre Dick      | 2006 | 2022 | 2       | 1             | 0                 | 1                  |
| Phil Sharp            | 2006 | 2018 | 2       | 1             | 0                 | 1                  |
| Bruno Peyron          | 1982 | 1986 | 2       | 0             | 2                 | 0                  |
| Luc Coquelin          | 2010 | 2018 | 2       | 0             | 1                 | 1                  |
| Jérémie Beyou         | 2014 | 2022 | 2       | 0             | 1                 | 1                  |
| Thibaut Vauchel-Camus | 2014 | 2018 | 2       | 0             | 1                 | 1                  |